# 卢安科水手
卢安科水手俱乐部（西班牙語：Club Marino de Luanco），是一个位于西班牙西北部阿斯图里亚斯自治区戈松市首府卢安科的足球俱乐部，成立于1931年。球队目前正在参加西班牙皇家足協甲組聯賽。
球队的主场位于米拉马尔市政球场，可以容纳3,500人。